# Boúka
Boúka är en ort i Grekland.   Den ligger i prefekturen Nomós Aitolías kai Akarnanías och regionen Västra Grekland, i den centrala delen av landet, 250 km väster om huvudstaden Aten. Boúka ligger 5 meter över havet och antalet invånare är 564.
Terrängen runt Boúka är huvudsakligen kuperad, men den allra närmaste omgivningen är platt. Havet är nära Boúka västerut.Runt Boúka är det ganska glesbefolkat, med 32 invånare per kvadratkilometer. Närmaste större samhälle är Amfilochía, 8,3 km söder om Boúka. 